# Dorothea Lange
Dorothea Lange (26. maj 1895 i Hoboken i USA – 11. oktober 1965 i San Francisco i USA) var en indflydelsesrig amerikansk fotograf.
Lange var født i New Jersey, og begyndte sin karriere som fotograf i New York. Til at begynde med arbejdede hun for Arnold Genthe i hans portrætstudie, senere studerede hun under Clarence White ved Columbia University. Derefter rejste hun meget rundt indtil hun til sidst havnede i San Francisco, hvor hun åbnede et portrætstudie i 1918. Hun er imidlertid mest kendt for sine dokumentariske fotografier taget mens hun arbejdede for den amerikanske Farm Security Administration (FSA). FSA hyrede en række fotografer for at dokumentere og informere om forholdene på landet i USA i 1930'erne.
Fotografiet "Migrant Mother" er nok Dorothea Langes mest kendte fotografi. Det er et interessant billede, ikke mindst fordi det synliggør noget af dokumentarfotografiets væsen, nemlig iscenesættelse. Fotografiet er det sidste i en serie på seks, alle med forskellige udsnit og poseringer. Lange fortalte på et langt senere tidspunkt, at hun bad børnene vende sig bort for at give billedet et stærkere udtryk. Lange viste billederne til redaktøren af San Francisco News, som kontaktede de føderale myndigheder. Da avisen havde trykt to af Langes fotografier var det med en melding om, at myndighederne gav omkring ti tons fødevarer for at redde de sultende landarbejdere.

## Karriere
I 1941 blev Lange, som den første kvinde, tildelt Guggenheim Fellowship for sit arbejde med fotografiet, men straks efter begyndte hun at arbejde for War Relocation Authority (WRA) for at dokumentere ekvakueringen af japansk-amerikanere fra Californien i foråret 1942.
I 1952 var Lange med til at etablere fotomagasinet Aperture.
I 1950'erne og 1960'erne lavede hun en række fotoessays, på bestilling af tidsskriftet Life og andre magasiner fra Irland, Asien og Egypten, samt om konsekvenserne af den voldsomme vækst i Californien i efterkrigstiden. Da Lange døde i 1965 blev hendes fotosamling bestående af mere end 25.000 billeder doneret til Oakland Museum of California.